# Skorvkläpp
Skorvkläpp är en klippa i Finland.   Den ligger i kommunen Pargas i den ekonomiska regionen  Åboland  och landskapet Egentliga Finland, i den sydvästra delen av landet, 190 km väster om huvudstaden Helsingfors.
Terrängen runt Skorvkläpp är mycket platt.  Närmaste större samhälle är Korpo, 16,1 km norr om Skorvkläpp. 